# みんなのニュース
『みんなのニュース』は、フジテレビ系列（FNN）で2015年（平成27年）3月30日から2018年（平成30年）3月30日まで月曜日から金曜日の夕方に生放送されていたニュース・情報番組である。

## 概要
1998年3月30日から17年間放送された『FNNスーパーニュース』の後継番組としてスタート。
FNN報道番組の大幅刷新を図る一環として、これまでから放送時間を3時間10分に拡大して再出発するもので、これにより、フジテレビの月-金曜日午後帯は『直撃LIVE グッディ!』と合わせて5時間5分に渡る大型生放送ゾーンになる。フジテレビ代表取締役社長（当時）の亀山千広は、2014年当時から平日午後の報道・情報番組の強化を宣言していた。なお、『 - グッディ!』と当番組のスタートに当たり、フジテレビは「午後が変わる LIVE!」というキャッチコピーを謳い両番組をPRし、2番組合同の番組宣伝CMも制作された。
同局系月 - 金曜日夕方の全国ニュースで番組名に「FNN」を冠さないスタイルは、1966年10月のFNN発足以来初となった。
『FNNスーパータイム』以降、これまでのフジテレビの夕方のニュース番組は「映像でのインパクト」という編集方針を重視してきたが、この番組では「よりニュースの核心に迫り、分かりやすく解説していく」という編集方針に転換された。この方針転換の背景には「ネットなどの断片的な情報氾濫」などが挙げられる。
番組について、フジテレビ報道局編集長の青木良樹は「『みんなのニュース』は本当に必要で大切なニュースを伊藤アナウンサーが徹底的に解明します。伊藤アナウンサーは本物を見極められる眼力を発揮し、生野、椿原アナウンサーらと共に視聴者の皆さんが夕方を一緒に過ごしたくなる楽しく、ためになる空間をお届けします」と述べている。
番組の一部内容や出演者は、ほとんどが『スーパーニュース』から引き継がれた。
FNNの通常放送における夕方ニュース番組の中では唯一、クロスネット局を含めたFNN加盟全28局でネットされていた。また、ネット局で唯一第1部（旧:第2部）が全編非ネットであった局は関西テレビ（2016年3月28日 - ）とテレビ静岡（2017年10月2日 - ）の2局で、17時台を前述の2局を除く全局で何らかの形でネットするものの、放送開始時間は予告や前番組の兼ね合いなどから、各放送局毎に異なっていた（ネット局に関しては後述を参照）。
なお、『こんやのニュース』・『あしたのニュース』は姉妹番組であった（前者は2016年10月2日をもって、後者は2016年4月2日未明〈1日深夜〉をもって終了）。
2016年4月4日から、16時台を『みんなのニュース Hop!』（みんなのニュース ホップ!）としてリニューアル。レギュラーキャスターとして若手男性俳優を日替わりで起用した。月曜日は鈴木勝大、火曜日は渡部秀、水曜日は白石隼也、木曜日は中尾明慶、金曜日は永瀬匡の5名が出演。17・18時台と内容・演出を差別化し、バラエティー色の強い情報番組に近いスタイルを取っていた。ただし、重大ニュース時は若手俳優やゲストの出演を取りやめるなどした上で、16時台から通常の『みんなのニュース』として放送していた。
2016年10月3日から旧・第1部の後継番組として『メディアミックスα』（ドラマ再放送など、関東ローカルのみ）枠を開始したため、当番組は16:50開始に放送時間が短縮された。結果として、全体としての放送時間が前番組『スーパーニュース』時代における2015年3月の放送終了時までの放送時間帯に戻ることになる。また、この時間短縮により平日16時台の生放送は2020年9月末に『イット!』が16時台に進出するまで4年間空白となった。これ以降、スタジオにバーチャルモニターが導入され、エンタメ・グルメ・ヘルス・スポーツ・カルチャーなどを紹介するハッピーゾーンと、事件・事故・政治・経済・国際問題などを伝えるニュースゾーンに分けられた。
2017年9月29日をもって、番組開始当初から出演していた椿原が『THE NEWSα』、生野が『FNN みんなのニュース Weekend』にそれぞれ異動するため降板。その後、同年10月2日に3度目のリニューアルが行われた。椿原・生野の後任に島田彩夏、芸能コーナーに西山喜久恵・榎並大二郎、コメンテーターに鈴木哲夫・三浦瑠麗が起用された。
当番組は2018年3月30日を以って3年の歴史を幕を下ろし、同年4月2日からは『プライムニュース イブニング』を開始。キャスターには倉田大誠、反町理（フジテレビ報道局解説委員長）が起用される。なお、島田と木村は同番組に続役する一方（木村はフィールドキャスターに配置転換）、伊藤は同年4月2日から『情報プレゼンター とくダネ!』に異動となった。

### 視聴率
関東地区においては、2015年4月13日には第1部・第2部・第3部の順に、2.3%・4.2%・6.6%（いずれもビデオリサーチ調べ、関東地区・世帯。以下略）を記録し、同月27日には同じく1.6%・2.7%・6.1%を記録した。特に第1部においては、同月23日にも1.8%を記録しており、それまで同時間帯に放送されていたドラマの再放送枠『ドラマチックα』（第3部）の3%前後よりも下げるなど状態が悪く、番組全体（190分通し）で苦戦している。また、放送開始から同年7月20日放送分までの期間平均視聴率は第2部が3.4%、第3部が5.0%だった。ただ、地方では同時間帯1位になるほどの高視聴率を獲得しているところもある（例：テレビ熊本における5ヶ月連続トップ、福島テレビにおける同時間帯首位連発）。
2016年1月11日には当時の第2部（2016年10月3日以降の第1部に相当）で番組最高の7.5%を記録。2016年6月13日にも舛添要一東京都知事（当時）に対する都議会の集中審議の模様を生中継し、同じく当時の第2部で最高タイの7.5%を記録している。
2017年10月時点で視聴率は4・5%程度であり、日本テレビ『news every.』、テレビ朝日『スーパーJチャンネル』、TBS『Nスタ』に敗戦し、苦戦傾向が続いていた。

## 放送時間
全て日本時間（JST）で記す。
| 期間      | 期間      | 放送時間               | 全国ニュース枠                              |
| --------- | --------- | ---------------------- | ------------------------------------------- |
| 2015.3.30 | 2016.3.25 | 15:50 - 19:00（190分） | 17:00 - 17:20（20分） 17:54 - 18:15（21分） |
| 2016.3.28 | 2016.4.1  | 15:50 - 19:00（190分） | 17:54 - 18:15（21分）                       |
| 2016.4.4  | 2016.9.30 | 15:50 - 19:00（190分） | 17:53 - 18:14（21分）                       |
| 2016.10.3 | 2018.3.30 | 16:50 - 19:00（130分） | 17:53 - 18:14（21分）                       |

備考
- 2016年9月30日までは第1部（15:50 - 16:50）・第2部（16:50 - 17:53）は『みんなのニュース』として放送し、各局任意ネットであった（FNNのクレジットなし）。
- このうち、全国28局ネットは第3部（2016年10月3日以降の第2部）の冒頭21分（17:54 - 18:15→17:53 - 18:14）。なお、2016年3月25日までは17:00 - 17:20の20分も全国28局ネットで放送していた（ただし、ネット局が夕方に特別編成を組む場合にはまれにネット返上とする場合があった）。
- 2016年4月17日は日曜日であったが、同月14日からの平成28年熊本地震の被害状況を伝えるため、この日の『FNNみんなのニュースWeekend』とは別に、10:00 - 11:15に『緊急みんなのニュース〜熊本大地震その時何が〜』を放送（『ワイドナショー』『ワイドナB面』は休止）[注 1]。伊藤・椿原が熊本県内の被災地から、生野が東京のスタジオからそれぞれ出演した。
- 2015年12月28日 - 2016年1月4日、同年12月28日 - 2017年1月3日、同年12月29日 - 2018年1月3日は週末版も含め年末年始特番編成のため休止、代替で10 - 15分枠の『FNNニュース』を放送した。

## 歴代出演者

### メインキャスター、ニュースデスク
| 期間 | 期間      | メインキャスター | メインキャスター          | サブキャスター           | ニュースデスク |
| 期間 | 期間      | 男性             | 女性                      | サブキャスター           | ニュースデスク |
| --- | --------- | ---------------- | ------------------------- | ------------------------ | -------------- |
| 2015.3.30 | 2015.9.25 | 伊藤利尋1・3     | 椿原慶子1・2 生野陽子1・2 | （不在）                 | （不在）       |
| 2015.9.28 | 2016.9.30 | 伊藤利尋1・3     | 椿原慶子1・2 生野陽子1・2 | （不在）                 | 平松秀敏5      |
| 2016.10.3 | 2017.9.29 | 伊藤利尋1・3     | 椿原慶子1・2 生野陽子1・2 | 内田嶺衣奈4 永尾亜子4・6 | 平松秀敏5      |
| 2017.10.2 | 2018.3.30 | 伊藤利尋1・3     | 島田彩夏7                 | 内田嶺衣奈7              | 平松秀敏5      |
| - 平松以外は全員出演時点ではフジテレビアナウンサー。 - 1 ホウドウキョク「あしたのコンパス」を兼務。 - 2 『FNNスーパーニュース』から続役（島田・内田もフィールドキャスターの経験あり）。 - 3 2015年6月1日より『直撃LIVE グッディ!・第2部』のニュースコーナーを兼務。 - 4 内田は「ハッピーゾーン」、永尾は「ニュースゾーン」を担当。 - 5 2016年10月以降は重大なニュースが発生した場合のみにスタジオに不定期で生出演。 - 6 2017年4月以降は肩書き上はサブキャスターであるが、主にフィールドキャスターを担当。 - 7 『プライムニュース イブニング』も続投（内田は週末版スポーツキャスターとして）。 |           |                  |                           |                          |                |

### コーナー担当キャスター・リポーター
| 期間 | 期間       | 芸能・スポーツ        | 芸能・スポーツ        | お天気       | ネットナビゲーター | フィールドキャスター | フィールドキャスター |
| 期間 | 期間       | 月 - 水               | 木・金                | お天気       | ネットナビゲーター | 男性                 | 女性                 |
| --- | ---------- | --------------------- | --------------------- | ------------ | ------------------ | -------------------- | -------------------- |
| 2015.3.30 | 2015.9.25  | 福井慶仁1 やくみつる1 | 福井慶仁1 やくみつる1 | 太谷智一1・2 | 津田大介1          | 酒主義久1            | 竹内友佳1 久代萌美1  |
| 2015.9.28 | 2015.12.25 | やくみつる            | やくみつる            | 太谷智一1・2 | 津田大介1          | 福井慶仁             | 竹内友佳             |
| 2016.1.5 | 2016.4.1   | やくみつる            | やくみつる            | 太谷智一1・2 | 津田大介1          | 福井慶仁             | 竹内友佳 新美有加    |
| 2016.4.4 | 2016.9.30  | やくみつる            | やくみつる            | 木村拓也3・4 | 津田大介1          | 福井慶仁             | 竹内友佳 内田嶺衣奈  |
| 2016.10.3 | 2017.9.29  | やくみつる            | やくみつる            | 木村拓也3・4 | （コーナーなし）   | 福井慶仁             | （不在）             |
| 2017.10.2 | 2018.3.30  | やくみつる 西山喜久恵 | やくみつる 榎並大二郎 | 木村拓也3・4 | （コーナーなし）   | 福井慶仁             | （不在）             |
| - やく・大谷・木村・津田以外は全員出演時点ではフジテレビアナウンサー。 - 1 『FNNスーパーニュース』から続役（西山・榎並もキャスター経験あり）。 - 2 2016年4月以降は気象情報関連で重大なニュースが発生した場合のみVTR出演やスタジオに不定期で出演。2017年10月より17時台のみ解説として出演。 - 3 『プライムニュース イブニング』も続投（平日版フィールドキャスターとして）。 - 4 『Live News イット!』も続投（平日版メインキャスターとして）。 |            |                       |                       |              |                    |                      |                      |

### コメンテーター
| 期間 | 期間       | 男性                 | 男性     | 男性     | 女性         | 女性         | 女性     | 女性                    | 女性     | 旧・第1部  | 旧・第1部   |
| 期間 | 期間       | 月・火               | 水       | 木・金   | 月           | 火           | 水       | 木                      | 金       | 月 - 水    | 木・金      |
| --- | ---------- | -------------------- | -------- | -------- | ------------ | ------------ | -------- | ----------------------- | -------- | ---------- | ----------- |
| 2015.3.30 | 2015.9.25  | ロバート・キャンベル | 江上剛1  | 江上剛1  | 久保田るり子 | 吉川美代子   | 犬山紙子 | 犬山紙子2 久保田るり子2 | 中野信子 | 永島昭浩3  | 中村竜太郎3 |
| 2015.9.28 | 2015.12.25 | ロバート・キャンベル | 江上剛1  | 江上剛1  | 久保田るり子 | 吉川美代子   | 犬山紙子 | 犬山紙子2 久保田るり子2 | 中野信子 | （不在）   | （不在）    |
| 2016.1.5 | 2017.9.29  | （不在）             | 江上剛1  | 江上剛1  | 久保田るり子 | 久保田るり子 | （不在） | （不在）                | （不在） | （不在）   | （不在）    |
| 2017.10.2 | 2018.3.30  | 鈴木哲夫             | 鈴木哲夫 | （不在） | （不在）     | （不在）     | （不在） | 三浦瑠麗                | 三浦瑠麗 | （枠廃止） | （枠廃止）  |
| - 1 『FNNスーパーニュース』から続役。 - 2 隔週交代（犬山が毎月第1・3、久保田が第2・4木曜日を担当）。 - 3 第1部のみの出演。 |            |                      |          |          |              |              |          |                         |          |            |             |

### 旧・第1部『Hopper』
| 期間     | 期間      | 月       | 火       | 水       | 木       | 金     |
| -------- | --------- | -------- | -------- | -------- | -------- | ------ |
| 2016.4.4 | 2016.4.29 | 鈴木勝大 | 渡部秀   | 白石隼也 | 中尾明慶 | 永瀬匡 |
| 2016.5.2 | 2016.6.3  | 鈴木勝大 | 渡部秀   | 白石隼也 | 吉村卓也 | 永瀬匡 |
| 2016.6.6 | 2016.7.1  | 鈴木勝大 | 猪塚健太 | 白石隼也 | 吉村卓也 | 永瀬匡 |
| 2016.7.4 | 2016.8.5  | 鈴木勝大 | 猪塚健太 | 前田公輝 | 吉村卓也 | 永瀬匡 |
| 2016.8.8 | 2016.9.30 | 鈴木勝大 | 松島庄汰 | 前田公輝 | 吉村卓也 | 永瀬匡 |

### 代役について
メインキャスター
- 伊藤については、椿原が担当（末期は代役を立てずに対応）。
- メインキャスターが2名以上不在の場合は、木村orフィールドキャスターがメインキャスターを代行する。

天気予報
- 木村不在時には、内田又は、永尾が担当する。

芸能コーナー
- やくの仕事の都合上出演できない場合があり、その際は基本的にライターの吉田潮が担当。2017年10月から番組終了までは、特に代役を立てず、西山または榎並が単独で進行。
- 他にはゲストでミッツ・マングローブが担当したこともあった。
- 前身の「ワイドの通やく」ではコメンテーターが代役を務めたり、子役の寺田心が出演したりもした。

## 放送内容

### 番組終了時点での主なコーナー
上を向いて歩こう!
2016年4月4日から放送されていたお天気コーナー。木村が進行し、商店街や駅、学校、企業などから中継で、そこにいる人たちとともに天気を伝える全く新しいお天気コーナーとして開始した。2017年10月2日以降は、街角中継形式を取り止めフジテレビ本社前から毎日中継することとし、17時台では気象予報士の太谷智一が横で解説するスタイルをとった（ただ、2017年10月以降も不定期で台場・フジテレビ本社前以外の場所へ中継に出ることがあった）。当コーナー開始以来、17時台は伊藤・生野・内田が、18時台はスタジオ出演者全員が、「拓也〜!」と呼びかけてからコーナーがスタートしていた。だが、2017年10月2日以降はそれを取り止め、17時台においてリニューアル初日は伊藤一人が「木村さん!」と呼びかけた（伊藤曰く「偉い人の指示」）。後に、17時台では伊藤が木村に「続いてはお天気です。木村さん、お願いします」と呼びかけ、18時台では木村が「ここからは『上を向いて歩こう!』です」と言ってコーナーがスタートする形となった。また、木村が夏休みの際は、新人アナウンサーが日替りで伝えたがその際、タイトルは「木村拓也の」がついていなかった。2016年10月3日から、タイトルの「木村拓也の」が割愛された（コーナー終わりのタイトルコールはそのまま）。
17時26分30秒からと18時47分頃の2回放送された。
やくさんきくさん／やくさん大ちゃん
2016年10月3日から『やくさん』としてスタートし、2017年10月2日から上記のタイトルに改題された。17時33分頃から放送されていた芸能コーナーで、やくがゴシップや冠婚葬祭など芸能界の気になる話題を、『ワイドの通やく』同様、独自目線を交え伝えた。ファッションチェックのプチコーナーもある。月～水を西山が、木・金を榎並が担当した。
やくは『情報ライブ ミヤネ屋』（読売テレビ・日本テレビ系列）でも不定期でパネリストを務めており、該当日は西山ないし榎並が単独で務めた。
みらいノミクス
2017年10月2日から放送されたコーナー。未来志向の斬新な取り組みや試みを取材していくコーナー。
列島トラブル特捜部
2017年10月2日から放送されたコーナー。主に住民トラブルなどに焦点を絞って取材。"みらいのミクス"が放送されない日に放送された。
ニッポン2020
特報
2017年4月3日から放送された『クリア』の後継コーナーで同年7月から上記のタイトルに改題された。モヤモヤ疑問を解消する新コーナーで18時14分から関東ローカルで放送。
ニュースここから
18:35頃から最新のニュースを伝えた。
コーナーの最初にこの後放送するニュースの見出しや上を向いて歩こう!やここから10分!の内容を出した。
ここから10分!
2017年10月2日から放送されたコーナー。10分でニュースが早分かりするコーナーで、18時50分から放送。ただし平昌オリンピック期間中（2018年2月12日～23日）は、平昌オリンピック関連情報を伝えるため休止。また、2018年3月30日も、最終回のため無し。

### 過去のコーナー
4時です!アミーゴ
2015年6月2日からスタートしたコーナー。トップニュース後、その日の主なニュース項目を伊藤・椿原→生野・平松が伝える。2016年1月5日より、引き続き生野・平松が伝える「ニュースを暮らしに生かしまショーの!」が放送されている。
ふかぼり
第1部の目玉となる大型ニュース解説コーナー。伊藤・椿原が進行する。2016年4月1日まで16時30分頃から放送されていた（2015年12月までは16時35分頃から放送、2015年5月までは16時30分頃から放送）。2015年6月1日放送分からテロップの背景が木目調になる、四代目市川猿之助によるタイトルコール、「賢人」の大きな掛け軸（武田双龍の書）がセットとして配置されるなどリニューアルを行ったが、その後2016年1月5日放送分からも再びロゴやテロップの背景が再リニューアルされ、タイトルコールは子供の声に変更、賢人と呼ばれる解説員の入場してくる演出は省かれ、本題への導入VTR終了後にスタジオへ戻った時点で解説パネルの横にスタンバイするようになった。また平松と日替わりコメンテーター（久保田・江上）椿原が、解説員に質問も行う。
ホウドウキョク
フジテレビのニュース専門チャンネル・ホウドウキョクから津田がコメントする際のタイトル。
流行りの一歩
月 - 木曜に16時40分頃から放送
「もう少しで流行しそう」「流行し出している」（=流行りの0.25歩先を行く）モノを（ビッグデータを元に）紹介するコーナー。
世界の◯◯
毎週金曜に16時40分頃から放送（「流行りの一歩」の放送時間枠で放送）。
福耳
福井による芸能ニュースコーナー。
「各局ウォッチング」は『スーパーニュース』から継続。
空の伝言板 / オオタニ天気
『スーパーニュース』から継続。第1部（16時台）は全国の天気を大谷が伝える。第2部（17時台。以前は17時前）は全国の天気と「空の伝言板」を、気象予報士の大谷と生野が気象にまつわるトピックを伝える。第3部は関東の天気を大谷と生野が伝える。
2016年4月1日に大谷が一旦降板した為終了。
みんなのなぞなぞ。
2015年9月28日から2016年3月31日に放送したエンディング直前のコーナー。スマホのカメラ機能を使ってヒントを取得し、なぞなぞに答える。
関東ローカルのみの放送だが、関東以外の地域でもYouTubeの公式チャンネルや公式サイトで見ることができた。
みんなのふるさと
2015年3月30日から2016年9月30日までの17時20分頃から放送。ネット局のアナウンサーによる生中継コーナー。「伝えたい・広めたい事、モノ」を紹介するコーナー。
一部のネット局では放送されていないが（裏送り）、YouTubeの公式チャンネルで見ることができる。フジテレビ自身も関東地方の話題で中継に参加していた。系列局の無い青森県・山梨県・徳島県・山口県については近隣の系列局もしくはフジテレビが中継を行う、ネット局のうちテレビ宮崎・テレビ大分（どちらもクロスネット局）は2016年9月30日の放送終了まで一度も参加しなかった。
場合によってはニュースに差し替える場合があった。
ニュースを暮らしに生かしまショーの!
2016年1月5日から2016年9月30日までの4時台に放送されていた『4時です!アミーゴ』の後継コーナーで、ニュースと暮らしを絡める解説コーナー。16時頃から放送されていた。
Hopスター!Watch
16時40分頃から放送されていた、芸能&スポーツで今注目されている人物を紹介するコーナー。
ニュースのうた
文化や伝統、知識を歌でやさしく子供たちに伝えることを主題にしたコーナー。
2016年4月からは金曜日の16時4に放送（2015年5月29日までは17時48分頃、2015年12月25日までは16時30分頃、2016年1月5日からは16時20分頃から放送）。

楽曲とアーティストは日替わり。
| 期間                      | 月                                          | 火                                      | 水                                  | 木                                  | 金                                      |
| ------------------------- | ------------------------------------------- | --------------------------------------- | ----------------------------------- | ----------------------------------- | --------------------------------------- |
| 2015年3月30日 - 7月31日   | みんなの太陽系 （歌：つじあやの）           | むてきの大安 （歌：不明）               | 世界とアイラブユー （歌：ジルデコ） | マ〜ネ〜 （歌：近藤房之助）         | 鳴いたおなかの虫 （歌：植田真梨恵）     |
| 2015年8月3日 - 11月27日   | 誰も知らない二番目のうた （歌：さだまさし） | まつりだ わっしょい! （歌：島谷ひとみ） | ぼくは雨だよ （歌：つじあやの）     | セミ♂ロック （歌：つるの剛士）      | 国債のメロディー （歌：陽子と慶子）     |
| 2015年11月30日 - 12月25日 | 誰も知らない二番目のうた （歌：さだまさし） | ワカモノコトバ （歌：Silent Siren）     | ぼくは雨だよ （歌：つじあやの）     | Let’s Sign Dance!! （歌：HANDSIGN） | 国債のメロディー （歌：陽子と慶子）     |
| 2016年1月5日 - 4月1日     | 誰も知らない二番目のうた （歌：さだまさし） | ワカモノコトバ （歌：Silent Siren）     | ぼくは雨だよ （歌：つじあやの）     | Let’s Sign Dance!! （歌：HANDSIGN） | ことばのうた （歌：アナとナレーターズ） |

うちのパパママ
子供の純粋な目線からパパママを描き、今の世の中を映し出すコーナー。ナレーションは、女優の野村佑香。2016年4月4日からは月曜日〜木曜日の16時48分頃から放送（2015年5月29日までは16時52分頃から、同年9月28日から2016年3月31日までは18時50分頃から放送）。
ニュースのてがかり
16時50分頃から関東と一部地域で放送。その日伝えるニュースを2つほどピックアップし、そのニュースのみどころを伊藤が語るコーナー。このコーナーが終わると(16:52:00-)、すぐに取り扱ったニュースかその他のニュースに入る。
ワイドの通やく
2016年9月30日まで17時30分頃から放送（5月29日までは18時30分から放送）。やく・伊藤・生野による、芸能&スポーツニュースコーナー。2015年6月1日から一部リニューアルされ、「福耳」と統合された。リニューアル前は出演者全員を画面下部にワイプで表示していたが、4月4日放送の『新・週刊フジテレビ批評』で多数の視聴者からの見づらいという意見があったこともあり、廃止された。「福耳」で行われた「各局ウォッチング」もこのコーナーに移行して継続。やくは『情報ライブ ミヤネ屋』（読売テレビ・日本テレビ系列）でも不定期でパネリストを務めており、該当日は、吉田潮が代わりを務める。
コーナー自体は『スーパーニュース』から継続（前身番組でのタイトルは「芸能通やく」）。
ネットNAVI
ネットで話題になっている出来事を津田の目線で紹介するコーナー。聞き手は伊藤。2015年9月28日からは18時35分頃から放送（5月29日までは17時40分頃から放送）。
このコーナーはホウドウキョクの『みんなのウラ』でも同タイトルで放送される。ただし、『みんなのウラ』ではホウドウキョクV10スタジオの映像と、伊藤らのいるV9スタジオの音声のみ流れ、ニュースVTRとCMは流れない。そのためV10スタジオ内でニュース原稿を代読するなど補足を行う。
コーナー自体は『スーパーニュース』から継続（前身番組でのタイトルは「スーパーネットNAVI」）。
2016年4月1日までは一部地域にもネットしていたが、同年4月4日から関東ローカルのみの放送になっている。
みんなdeニュース
2016年4月4日から9月30日まで放送されていたコーナー。
「仕事や学校が終わって家に着くのは19時前…そんな方がテレビをつけても「今日1日がどんな日だったかワカル！」。ネットを通じ皆様の意見を反映する新たなニュースを目指す」としているコーナー。
出演者が全員立ち、その上を回っているCGモニターの中からいくつかのニュースを公式LINEに届いたメッセージとともに10分間放送している。最後のニュースを伝え終わるとEDが流れ出しそのまま次番組に入る（いわゆるステブレレス）。
18時50分頃から関東と一部のネット局で放送。なおリオオリンピック期間中（2016年8月8日 - 19日）はコーナーの時間をオリンピック情報に充てるため休止した。
スージー
2016年10月リニューアル時に開始し放送されていたコーナー。当初のテーマは"数字で見るニュース" だったが、後に今日のスージーとなった。
みんなの給食
2016年10月10日から始まったコーナー。毎週金曜日に、全国各地の学校で年に1回位に提供している給食のメニュー（年に1回位に提供している給食のメニューの例:松茸・雲丹・ズワイガニ等）や子供達を元気にした給食・子供達を笑顔にした給食を紹介する。なおコーナー開始当初はタイトルCGは出ず、生野が口頭でコーナー名を読み上げるのみであったが、のちに他のコーナーとは違いバーチャルモニターに給食を食べている子供達の写真とともにタイトルCGが表示されるようになった。他の重大ニュースが入った場合や、学校が長期休業や土日祝祭日に振替休日等で休校になる場合は省略することもある。
2016年12月の放送を最後に、放送されていない。
18時58分頃から関東と一部のネット局で放送。
シュザイブ
18時20分頃から関東ローカルで放送。今起きている事件、事故、疑問などに迫り、真相を追跡するコーナー。
2015年9月28日より、『スーパーニュース』時代から続いた「リアル!」より「シュザイブ」に変更された。
VTR終了後にはスタジオ出演者全員が登場する。2016年9月30日まで、寺田心がタイトルコールを担当していた。
ケイゾク（毎週月曜〜木曜日）
2016年10月3日から17時16分・17時20分・17時22分頃に放送されているコーナー。伊藤・椿原が進行し、FNN系列を含めた記者やカメラマンのユニークな視点で発案する。
ふるさと世界デビュー（毎週
2016年11月4日から17時16分・17時20分・17時22分頃に放送されているコーナー。「みんなのふるさと」の後継コーナーで世界で大注目されている知られざるふるさとの素晴らしさをFNN総力を挙げて取材して伝える。
リアル!
「シュザイブ」の後継コーナー。時期は不明だが後の「特報」に引き継がれた。
あんてな
2016年10月3日から18時14分頃（関東ローカル）に放送。
内田が進行を担当し、気になるトレンドや新たなブームを紹介するコーナーで話題のアーティストや政治家のお昼ごはんにお邪魔して話を聞く「みんなのランチ」などもある。
みんなのミライ
2017年4月3日から放送されているコーナー。番組終了2分前の18時58分頃より放送。このコーナー進行中もずっとED曲が流れている。このコーナー終了後三カ所の天カメリレーを挟んで次番組にステブレレスで接続（基本的にはOPと同様の地点で時間がない場合一カ所のみの場合や天カメリレーを行わないこともある）。

## テーマ曲
| 期間                          | 曲名                                                        | 備考 |
| ----------------------------- | ----------------------------------------------------------- | --- |
| 2015年3月30日 - 2015年9月25日 | 「QED 004:OMNI」 作曲：LNOL（VERBAL・大沢伸一・武村八重子） | 長野放送では最終回までこのテーマ曲が使用されていた。 土日版と共用。 |
| 2015年9月28日 - 2016年9月30日 | 「みんなのニュース2015のテーマ」 作曲：山崎燿               | 鹿児島テレビなどでは2016年10月からもこのテーマ曲が使用されていた。土日版と共用。 また、平日版の15:50のオープニングで流れた際はイントロの終わりに幼い女の子の声による『みんなのニュース!!』というタイトルコールが入っていた。 |
| 2016年10月3日 - 2018年3月30日 | 「みんなのニュース2016のテーマ」 作曲:岡村夏彦              | 土日版と共用。 |

## ネット状況
- 第1部（16:50 - 17:53、任意枠）・第2部（17:53 - 19:00、『FNN みんなのニュース』枠）の2部構成で放送（第2部の17:53 - 18:14はFNN系列28局ネット）[注 6]。
- 前番組『FNNスーパーニュース』と同様に第3部のFNN枠（17:53 - 18:14）を除き、全編ローカルセールス枠のため、FNN報道特番扱いとならない場合でも、放送するニュースの内容やフジテレビ以外の各系列局の番組編成によっては、通常は一部時間帯以外ネットしていない系列局（『○』以外の印の放送局・時間帯）でも、第1部を臨時に○、もしくは△（第1部において「△」以外の放送局）、第2部を臨時に▲に変更（「▲」以外の放送局）する局がある一方、フジテレビ以外の通常時第1部が○、△、□、■の局、第2部が▲の局でも、臨時に第1部は×、第2部は△に変更する場合があった。また、16:51[注 7]・17:34・17:53・18:50.30の飛び乗りポイントと17:12.30・18:14の飛び降りポイント以外に明確な枠区切りが無いため、唐突にフジテレビの映像からローカル放送へ切り替わったり、逆に緊急時は、ローカル放送から唐突にフジテレビ送出の映像に切り替わる場合もあった。
- ネット局では時刻表示を行っていたが、番組送出ではなく各局別の送出となっており、フジテレビと一部ネット局ではお天気ループも送出していた。
- 突発性のあるニュースなどは随時放送開始時間を早めたり、ローカル枠の縮小などの編成を組む場合があった。
- 番組タイトルは、各局公式サイトの週間番組表および番組公式サイトを参考にしていた。
- 18:14以降の対応についての詳細は「FNN夕方ローカルニュース一覧」を、本番組の週末版の放送時間・ネット状況については「FNN みんなのニュース Weekend」を各々参照。
- 以下特記のない限り、放送時間は2016年10月3日から最終回である2018年3月30日までの放送状況を示し、旧：第1部（15:50 - 16:50）をネットしていた局についてはその旨備考にて示す。
- 放送時間（東京発）について
  - ○…フルネット（フジテレビ以外の第1部ネット局では16:50 - 16:51[注 8]、17:12.30 - 17:25頃の差し替えを含む）
  - △…部分ネット（第1部は16:50 - 17:12.30、第2部は17:53 - 18:14）
  - □…部分ネット（第1部は17:12 - 17:53）
  - ■…部分ネット（第1部は17:34 - 17:53）
  - ▲…第2部において、△に加え、関東ローカル枠の「みんなdeニュース」→「ニュース総まとめ」→「ここから10分!」（18:50.30 - 19:00）もネット
  - ×…非ネット

| 放送対象地域   | 放送局                     | 番組タイトル | 放送時間            | 放送時間                  | 備考 |
| 放送対象地域   | 放送局                     | 番組タイトル | 第1部 16:50 - 17:53 | 第2部 17:53 - 19:00       | 備考 |
| -------------- | -------------------------- | --- | ------------------- | ------------------------- | --- |
| 関東広域圏     | フジテレビ （CX）          | 16:50 - 19:00 みんなのニュース | ○                   | ○                         | 【制作局】 |
| 北海道         | 北海道文化放送 （UHB）     | 15:50 - 19:00 みんなのテレビ （18:14 - 19:00 uhbみんなのニュース）                                                                           | ○                   | △                         | - 2016年4月4日から第2部（同年10月3日からは第1部）を○に変更。 - 同年4月1日まで17:20 - 17:25をローカルパートに差し替えていた。 |
| 岩手県         | 岩手めんこいテレビ （mit） | 16:50 - 19:00 mit みんなのニュース | ○                   | ▲                         | - 2016年4月4日から第2部（同年10月3日からは第1部）を○に変更（同年4月1日までは冒頭のローカル枠にて「ニュースのうた」を時差ネットしていた）。 - 18:50から全国ニュースに戻り「ここから10分!」もネットしエンディングまで放送。これに伴い、「ネットNAVI」を打ち切り、19:00の番組をCM無しで接続するようになった。ただしローカルニュースのあとに『きょうの県議会』が組まれる日は第2部を臨時に△に変更。 - 2016年8月30日は台風10号関連のニュースを放送する為に16時台を臨時ネット。 - 2016年11月7日は、『第69回春の高校バレー岩手県大会』男女決勝放送のため第1部を臨時に×に変更。 |
| 宮城県         | 仙台放送 （OX）            | 16:50 - 19:00 FNN仙台放送 みんなのニュース                                                                                                   | ○                   | △                         | - 2016年4月4日から第2部（同年10月3日からは第1部）を○に変更。また、19:00の番組をCM無しで接続するようになった。 - 2016年8月8日は天皇陛下生前退位に伴うお気持ち表明放送により16時台を臨時ネット。 2016年11月9日はアメリカ大統領選挙に関する最新情報をお伝えする為、15:50 - 16:50まで『メディアミックスα・アメリカ大統領選みんなのニュースSP』を放送した。 |
| 秋田県         | 秋田テレビ （AKT）         | 16:50 - 19:00 AKT みんなのニュース | ○                   | 月曜 - 水曜・金曜…▲木曜…△ | - 2016年4月4日から第2部（同年10月3日からは第1部）を○に変更。 - 18:50から全国ニュースに戻り「ここから10分!」もネットしエンディングまで放送（ただし、木曜日はミニ番組のため、第2部を△に変更）。これに伴いフラッシュニュースを打ち切り、19:00の番組をCM無しで接続するようになった。 |
| 山形県         | さくらんぼテレビ （SAY）   | 16:50 - 19:00 さくらんぼテレビ みんなのニュース                                                                                              | ○                   | △                         | - 2015年9月28日より18:30 - 18:45を自社制作へ移行。 |
| 福島県         | 福島テレビ （FTV）         | 16:50 - 19:00 FTV みんなのニュース | △                   | △                         | - 第1部は16:50 - 17:10の部分ネット（2016年4月1日までは17:00 - 17:25のネット、9月30日までは第2部）。 - 以前は『みんなのふるさと』を原則ネットしていたが、後に不定期でネット。 - 第2部の『福耳』→『ワイドの通やく』→『やくさん』→『やくさんきくさん』は18:45頃に時差ネット。 - 2015年6月26日までは15:55開始で、第1部も16:00 - 16:50にネット受けしていた。 - 番組開始直後の一時期は18時台後半のローカル枠もネット受けしていたが、ほどなく第2部の芸能コーナーの時差ネットに変更。 - 2016年8月8日は天皇陛下生前退位に伴うお気持ち表明放送により16時台を臨時ネット。 - 2016年12月23日・26日・27日と2017年12月27日・28日は、年末特別編成に伴う17時台のローカル差し替え休止のため、第1部を臨時に○に変更。 |
| 新潟県         | 新潟総合テレビ （NST）     | 16:50 - 19:00 NST みんなのニュース | ○                   | △                         | |
| 長野県         | 長野放送 （NBS）           | 16:49 - 19:00 NBS みんなのニュース FNN | ○                   | △                         | - 2016年4月1日までは16:50開始であった。 - 同年4月4日より、19:00の番組をCM無しで接続するようになった。 - 16:49 - 16:51は長野のスタジオからのニュースラインナップに差し替え。 |
| 静岡県         | テレビ静岡 （SUT）         | 16:45 - 17:53 静岡すみずみアワー・てっぺん! 17:53 - 19:00 静岡すみずみアワー・みんなのニュース しずおか                                      | ×                   | △                         | - 2015年9月25日をもって18時台のローカル枠（「ワイドの通やく」→「ネットNAVI」）を打ち切り。また同日までは、金曜 17:25 - 17:54をローカルパートに差し替えていた他、2017年4月3日から同年9月までは17:10 - 17:25を「サキダシ!しずおか」に差し替えて、静岡県内のニュースと天気予報を放送。 - 2017年10月2日より16:45 - 17:53に『情報ワイド てっぺん静岡』が枠移動・拡大するため、同年9月29日を以て第1部を×に変更。ただし、2017年末の『てっぺん!』の休止期間中（12月25日 - 28日）は第1部全編を臨時に○に変更。 - 18:30頃より『やくさんきくさん』を時差ネット。 |
| 富山県         | 富山テレビ （BBT）         | 16:30 - 18:55 みんなのニュース BBTチャンネル8                                                                                                | ○                   | △                         | - 2016年4月4日から第2部（同年10月3日からは第1部）を○に変更。 |
| 石川県         | 石川テレビ （ITC）         | 16:50 - 19:00 石川さん みんなのニュース | ○                   | △                         | |
| 福井県         | 福井テレビ （FTB）         | 16:50 - 17:53 おかえりなさ〜い 17:53 - 19:00 おかえりなさ〜い 福井テレビみんなのニュース                                                     | △                   | △                         | - 2015年9月4日までは16:23開始で「みんなのふるさと」・「ネットNAVI」もネットしていたが、同年9月7日より16:50に放送を戻し先述したコーナーはネットを打ち切った。 |
| 中京広域圏     | 東海テレビ （THK）         | 16:49 - 19:00 みんなのニュース One | ■                   | △                         | - 『東桜一丁目テレビ』のサブタイトルが付く。 - 第1部は2017年3月までは△（16:52 - 17:18頃に部分ネット）。 - 2015年度は17:20までの放送が基本で、「みんなのふるさと」の中継担当日及び中継担当でない一部の日に17:25まで放送されていた。 - 2017年3月31日を以て第1部16:52 - 17:18の部分ネットを打ち切り、翌週4月3日より■に変更。（「やくさんきくさん」の部分ネット）ただし、不定期で臨時に×に変更となる。 |
| 関西広域圏     | 関西テレビ （KTV）         | 16:47 - 19:00 みんなのニュース 報道ランナー                                                                                                  | ×                   | △                         | - 2016年3月25日を以て第2部（当時。同年10月からは第1部）の部分ネットを打ち切り。それまでは『ゆうがたLIVE ワンダー』のタイトルであり、第2部は△であった。 - 2016年3月28日から2017年3月24日までは『みんなのニュース ワンダー』（上記番組のタイトルを改題）を放送。 |
| 島根県・鳥取県 | 山陰中央テレビ （TSK）     | 16:50 - 19:00 TSK みんなのニュース | ○                   | ▲                         | - 2016年4月4日より第2部を▲に変更（「ここから10分!」もネットしエンディングまで放送。これに伴い、19:00の番組をCM無しで接続するようになった）。 |
| 岡山県・香川県 | 岡山放送 （OHK）           | 16:50 - 19:00 OHKみんなのニュース | ○                   | ▲                         | - 2016年4月4日より第2部（同年10月3日からは第1部）を○に変更。「ここから10分!」をネットしエンディングまで放送。これに伴い、19:00の番組をCM無しで接続するようになった。 |
| 広島県         | テレビ新広島 （TSS）       | 16:48 - 19:00 tss みんなのテレビ | □                   | ▲                         | - 2015年10月2日までは16:50開始で、同年10月5日より17時台後半を自社制作へ移行。 - 第1部は当初は△。（2016年7月29日までは16:52 - 17:26、同年8月1日から9月30日までのネット時間は16:52 - 17:10及び17:32頃（「ワイドの通やく〜」） - 17:53の部分ネット。） - 2016年9月30日をもって旧・第2部（16:52 - 17:10）のネットを打ち切り、同年10月3日からは、第1部を□に変更（17:10 - 17:53）。さらに、第2部の「ここから10分!」をネットしエンディングまで放送。これに伴い、19:00の番組をCM無しで接続するようになった。 |
| 愛媛県         | テレビ愛媛 （EBC）         | 【月曜 - 木曜】 16:50 - 19:00 みんなのニュース えひめ 【金曜】 15:50 - 17:53 つながるワイド ほ〜なん。 17:53 - 19:00 みんなのニュース えひめ | 月曜 - 木曜…○金曜…△ | △                         | - 2016年4月4日から2016年7月まで月曜 - 木曜の17:10 - 17:20はローカルパートに差し替え。 - 金曜日のみ16:50 - 16:52の時間帯（「ニュースのてがかり」のコーナーをネット受け）も併せて同時ネットしていた。 |
| 高知県         | 高知さんさんテレビ （KSS） | 16:50 - 19:00 SUNSUN みんなのニュース | ○                   | ▲                         | - 2016年4月4日から16時台をネットし、キー局を除いて唯一のネット局となっていた。それに伴い『直撃LIVE グッディ!』第2部のネットを同年4月1日を以って打ち切り、15:50 - 16:50に放送されていた番組を14:50 - 15:50に移動（その後、2017年1月5日から『直撃LIVE グッディ!』第2部のネットを再開した）。 |
| 福岡県         | テレビ西日本 （TNC）       | 16:50 - 19:00 ももち浜ストア 夕方版 | ■                   | △                         | - 第1部は2016年度は△（16:52 - 17:10及び17:30頃（「やくさん」が始まる時間帯）から17:53までの部分ネット。2016年4月から9月までは16:50 - 17:10。2017年1月から「やくさん」を同時ネット）。2017年度は■（「やくさん」（17:34 - 17:53）のみ部分ネット）。 - 2016年4月1日まで『TNC 5時のニュース』・『TNC 6時のニュース』に改題。 |
| 佐賀県         | サガテレビ （STS）         | 16:20 - 19:00 かちかちPress | △                   | △                         | - 第1部は16:50 - 17:10の部分ネット。 |
| 長崎県         | テレビ長崎 （KTN）         | 16:50 - 19:00 KTN みんなのニュース | ○                   | 月曜 - 木曜…▲金曜…△       | - 2015年9月28日から旧・第2部（2016年10月3日からは第1部）を○、2017年10月2日から月曜 - 木曜のみ第2部を▲に各々変更（後者は「ここから10分!」をエンディングまで同時ネット。19:00の番組をCM無しで接続するようになった） - 特別編成により『ヨジマル!』と、『プチまる!』が17時台に繰り下げとなった場合、第1部を臨時に×に変更。 - 2015年7月31日まで17:50 - 17:54のローカルパートを廃止し、第3部のローカル枠を打ち切り、更に同年8月3日より旧・第2部の飛び乗り時間を16:57.35に繰り上げた。 - 2017年1月17日は『BOATRACE大村』の中継（16:30 - 17:00）と、『好評開催!デンマーク・デザイン〜「幸せな暮らし」が見えてくる』の放送（17:00 - 17:10）に伴う特別編成のため、第1部の16:50 - 17:10を臨時に非ネット。    |
| 熊本県         | テレビ熊本 （TKU）         | 16:50 - 19:00 TKU みんなのニュース | ○                   | ▲                         | - 2016年4月4日から第2部を▲に変更。18:50から全国ニュースに戻り、「ここから10分!」もネットしエンディングまで放送。これに伴い、19:00の番組をCM無しで接続するようになった。 - 16:50 - 16:52は熊本のスタジオからのニュースラインナップに差し替え。 - 2016年4月15日 - 5月13日の間、熊本地震発生により旧・第1部（15:50 - 16:50）を臨時ネットし、この期間中は旧・第2部（16:50 - 17:53）も臨時に○に変更。 |
| 大分県         | テレビ大分 （TOS）         | 16:50 - 19:00 ゆ〜わくワイド&News | △                   | △                         | - 第1部は16:50 - 17:10の部分ネット。 |
| 宮崎県         | テレビ宮崎 （UMK）         | 16:50 - 19:00 UMKスーパーニュース | ○                   | △                         | |
| 鹿児島県       | 鹿児島テレビ （KTS）       | 16:50 - 18:56 KTS みんなのニュース | ○                   | △                         | - 番組表上は16:50 - 18:14は『みんなのニュース』（FNN枠も含めた全国ニュース）と18:14 - 18:56は『KTS みんなのニュース』（ローカル枠）で区切られている。 - 2016年4月4日から第2部（同年10月3日からは第1部）を○に変更。 - 2017年3月31日まで『みんなのニュース かごしま』に改題。 |
| 沖縄県         | 沖縄テレビ （OTV）         | 16:50 - 19:00 みんなのニュース おきCORE | ○                   | △                         | - 2015年9月28日より第2部（2016年10月3日からは第1部）を○に変更。 |

- 本番組は、全国ニュース・ローカルニュース共にキー局のタイトル（『みんなのニュース』）を冠せず、完全に別タイトルで放送することが可能となった（これは『FNNスーパータイム』以来となる）。そのため、2015年度はメインキャスターの伊藤は15:50の冒頭と18:55過ぎのエンディング以外のパートでは『みんなのニュース』の名前を出さず、映像上でも第2部の後半のCM明けおよび第3部の全国パート直前に当番組のアイキャッチを出す程度だったが（ただし土日版は当初から『みんなのニュース』の名前を使用している）。2016年4月以降は第2部スタート時（16:50）に挨拶はしないものの『みんなのニュース』のタイトル読み上げを行うようになった（名前テロップは出ないが第2部の後半のCM明け・第3部の全国パート直前に当番組のアイキャッチの使用も継続）。またテレビ宮崎のみタイトルを変更せず、引き続き『UMKスーパーニュース』として放送している（タイトルロゴは当番組に準じた書体に刷新）。

## 備考
伊藤はみんなのニュースの開始にあたり、それまでレギュラー出演していた『国分太一のおさんぽジャパン』、『バイキング』、『ネプリーグ』、『VS嵐』、『とんねるずのみなさんのおかげでした』、『KinKi Kidsのブンブブーン』、『IPPONグランプリ』を降板した。

## スタッフ
- ナレーター：奥寺健、斉藤舞子（火 - 木）、鈴木まどか、鈴木渢、峰剛一（木・金、2017年4月～）
  - 『特報』ナレーター：ゴブリン、斉藤貴美子、真地勇志ほか
- 編集長：鴨下ひろみ
- 編集次長：川野友裕
- プログラムディレクター：中川真理子、久保田創、佐藤友紀、清水しおり、宇田川里
- プロデューサー：小室俊一、吉澤健一、近藤篤正（近藤→以前は総合演出）
- チーフプロデューサー：井上義則
- 制作：フジテレビ報道センター（旧：フジテレビ報道局）
- 制作著作：フジテレビ

### 過去のスタッフ
- ナレーター：TAKA江川
- 編成：御旅屋俊之
- 編集長：青木良樹
- プロデューサー：戸塚晶久、田中雄気
- チーフプロデューサー：立石修、青山美保
- 企画プロデューサー：安永英樹（以前は総合演出）
- 制作統括：角谷公英

## スピンオフ番組
フジテレビがフジテレビオンデマンドに提供するニュース専門チャンネル「ホウドウキョク24」で、この番組からのスピンオフ番組『みんなのウラ』を放送（2015年4月1日 - 2016年9月30日） 、月-金曜日 17:00 - 19:00）。津田がホウドウキョクのスタジオから『みんなのニュース』向けにコメントを行う場合、『ウラ』の進行が一時中断する。
なお、『みんなのウラ』は2016年9月30日をもって終了。